# Batrachospermum
Batrachospermum Roth, 1797  é o nome botânico de um gênero de algas vermelhas pluricelulares da família Batrachospermaceae.

## Espécies
Atualmente 108 espécies são taxonomicamente aceitas. Entre elas:
- Batrachospermum gelatinosum (Linnaeus) De Candolle, 1801
- Lista completa